# Fallowfield
Fallowfield is een plaats in het bestuurlijke gebied City of Manchester, in het Engelse graafschap Greater Manchester. De plaats telt 14.132 inwoners.

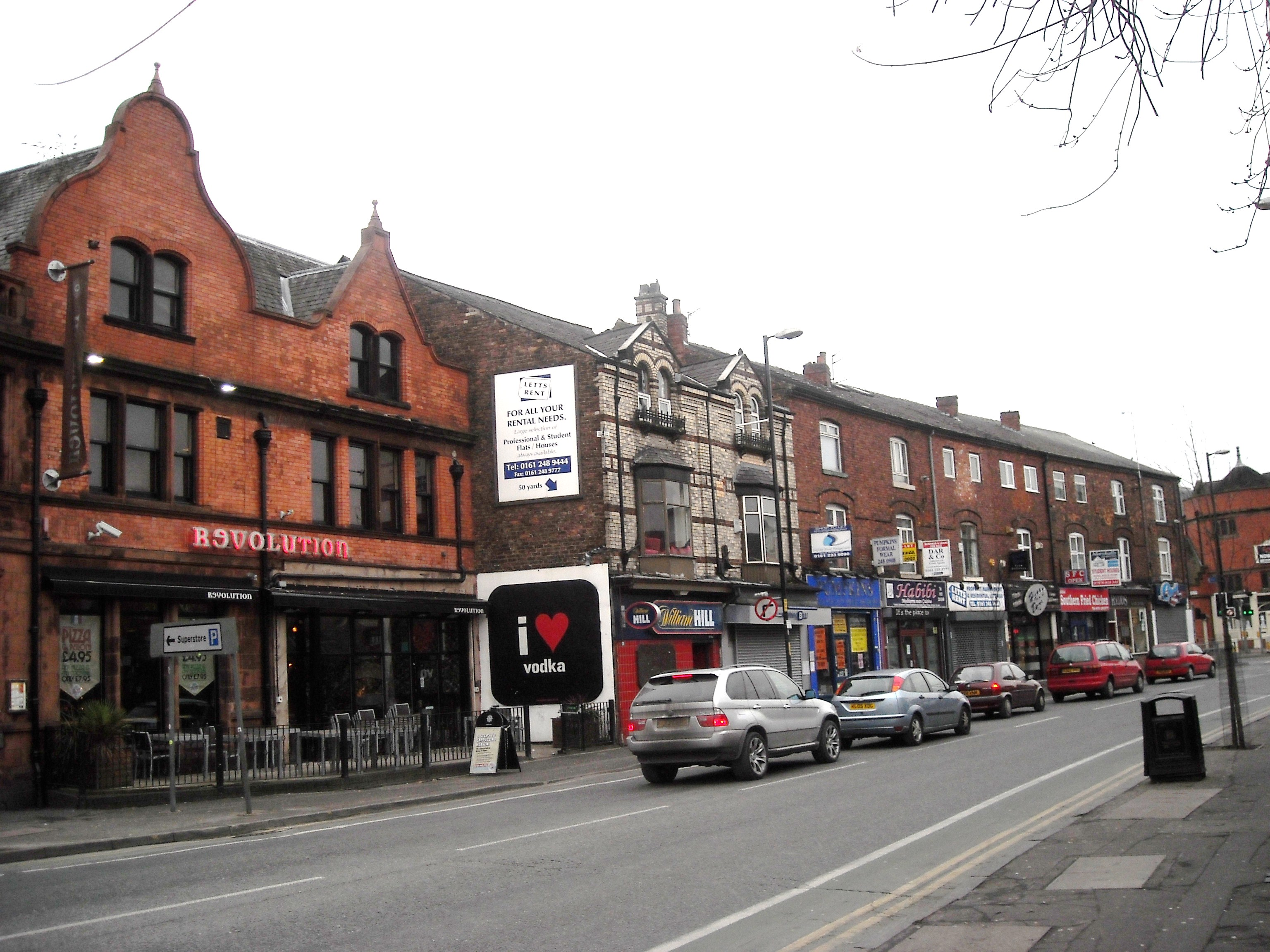
Hoofdstraat